# ياسمين عديد الأزهار
الياسمين عديد الأزهار (الاسم العلمي:Jasminum polyanthum) هو نوع من النباتات يتبع جنس الياسمين من الفصيلة الزيتونية.

## معرض صور

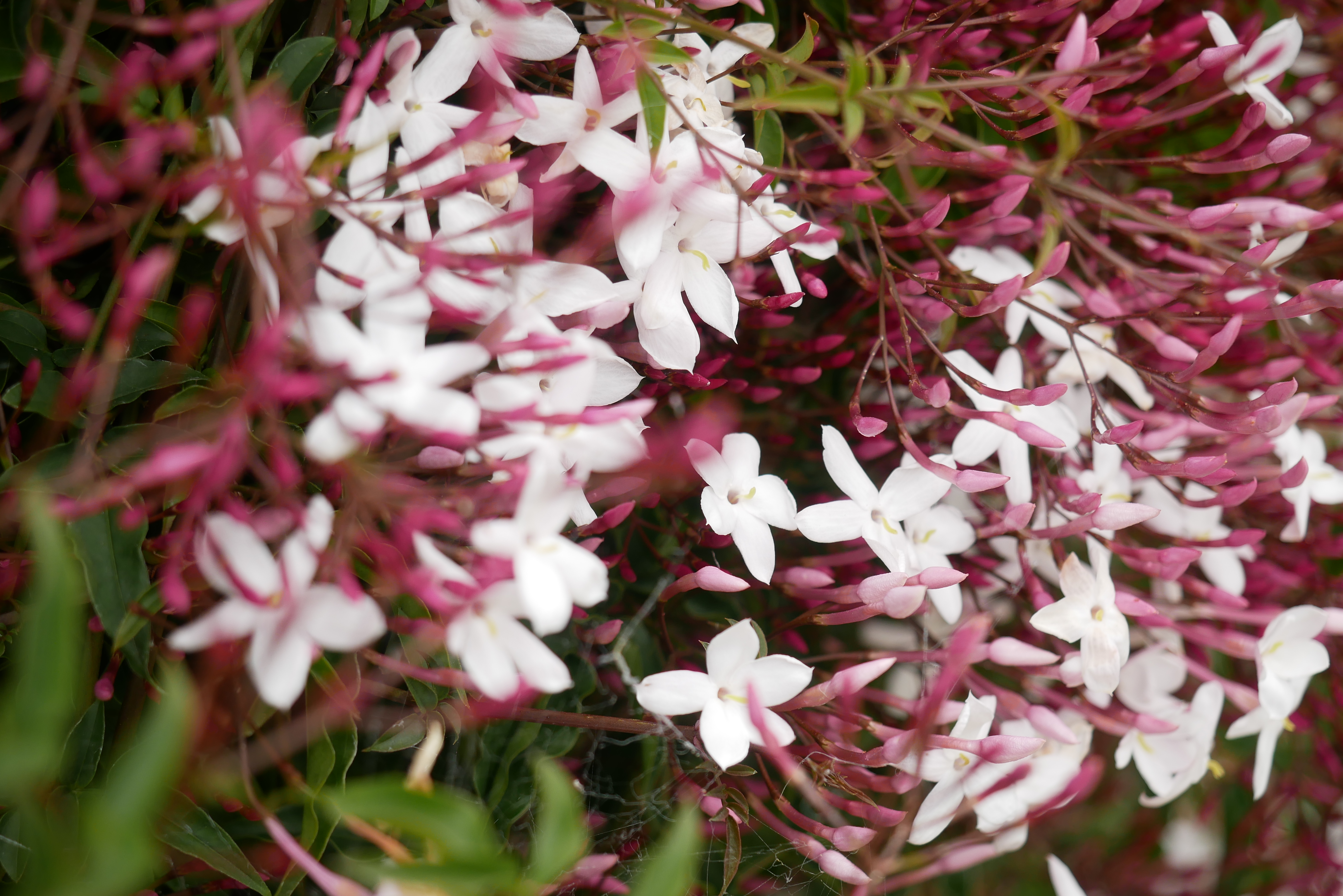
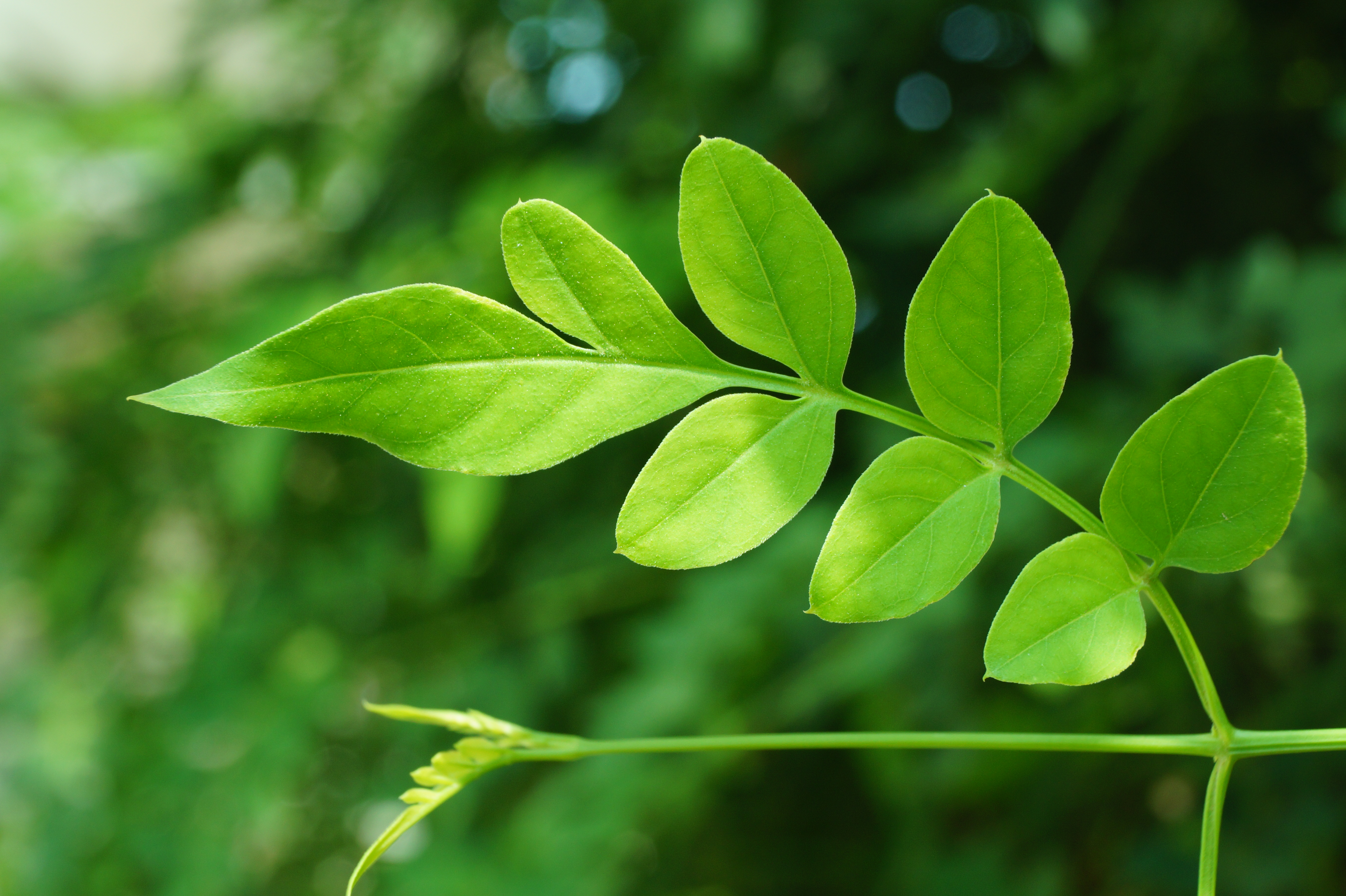
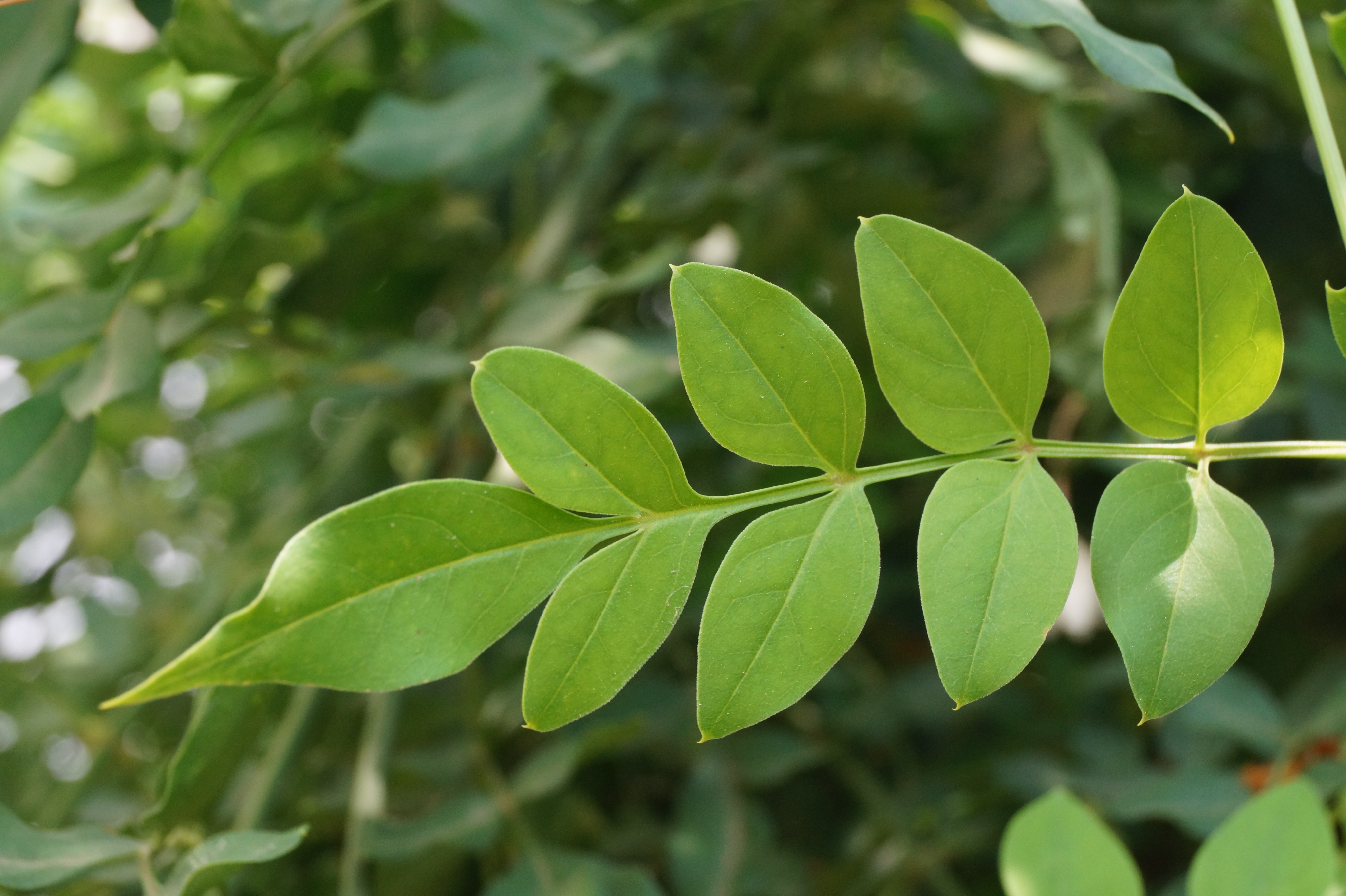
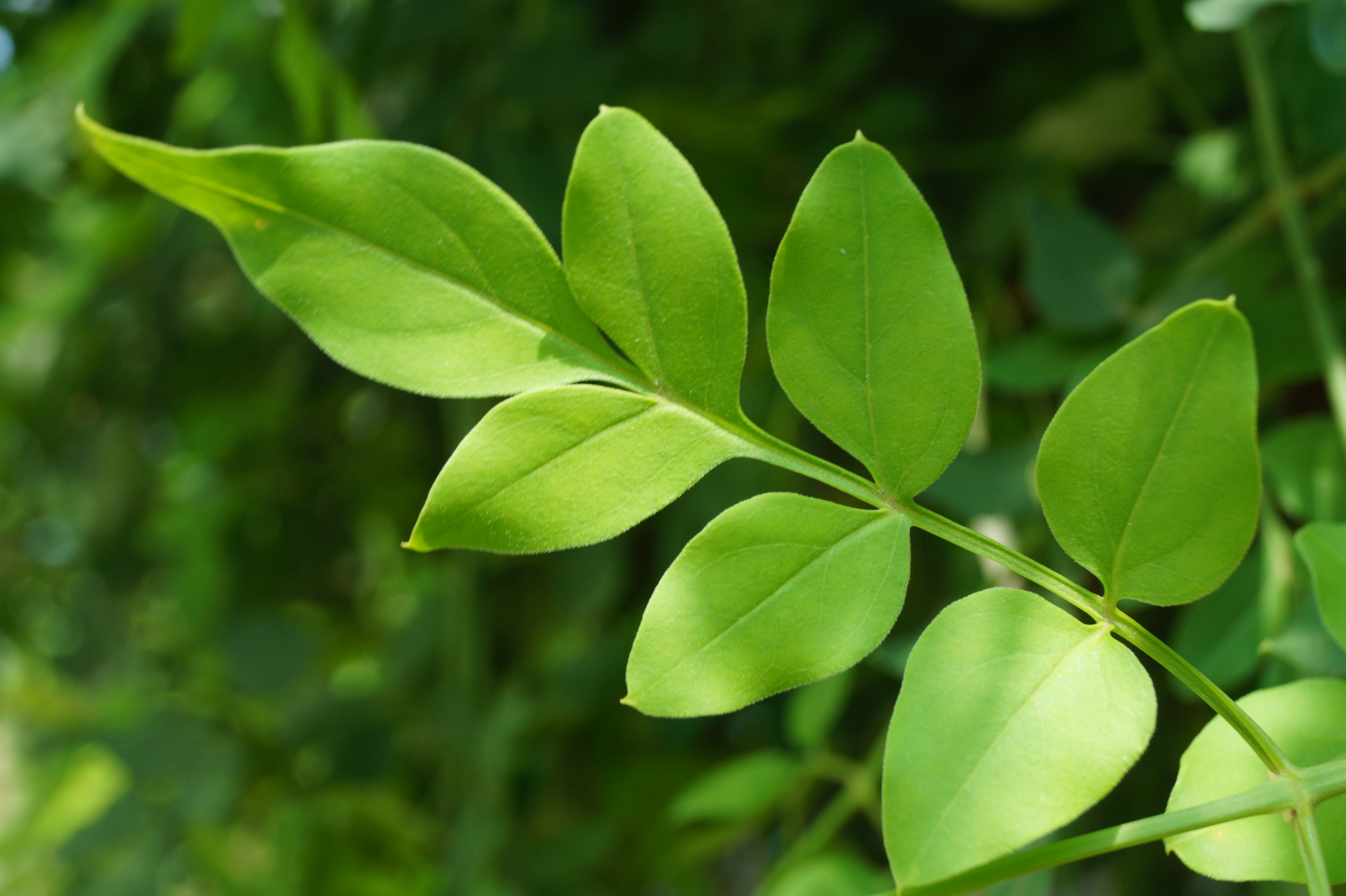